# 230 Nord 3.999
La Ten wheel 3.999 était une locomotive à vapeur construite pour la Compagnie des chemins de fer du Nord en 1905 par la société Schneider. Elle avait une disposition d'essieux de type 230. Cependant elle ne commença pas sa carrière sous cette forme mais sous la forme d'une Atlantic de disposition d'essieux de type 221. 

## Genèse
La recherche des performances motiva le rapprochement de la Compagnie des chemins de fer du Nord en la personne de M. Du Bousquet et la société Schneider en la personne de M. Geny pour l'adaptation d'une chaudière à tube d'eau sur le châssis d'une locomotive.
En effet, ce type de chaudière, inventée en 1890 par M. Du Temple, dont la société Schneider maîtrisait parfaitement la fabrication, équipait des navires dont un paquebot appartenant à la Compagnie des chemins de fer du Nord. Celle-ci, très satisfaite de ses chaudières voulut en tester une sur une locomotive pour gagner de la production de vapeur et ainsi augmenter la puissance de la machine.
Après 8 mois d'études pour finaliser le projet la commande fut passée en décembre 1905 et la machine fut livrée en avril 1907 au dépôt de La Chapelle.

## Description
La chaudière était de type classique et le foyer était de type aquatubulaire avec grille débordante. Ce foyer était entouré par une rangée de briques réfractaire pour isoler les tubes des flammes. Les tubes ayant un diamètre relativement faible il fut disposé un système de chasse sous pression, mis au point par M. Grille, pour éviter l'entartrage trop rapide de ces tubes. Ces machines disposaient d'un moteur compound à quatre cylindres de type « Du Bousquet-De Glehn ». L'échappement était du type « Nord ». La distribution était du type « Walschaerts ». Le bogie était à longerons extérieurs et avait un déplacement latéral de + ou - 50 mm et était freiné.

## Utilisation et services
Cette locomotive fut donc d'abord de type Atlantic, donc une disposition d'essieux de type 221, et elle fut immatriculée 2.741. Par rapport à la série des 221 Nord 2.641 à 2.675 (futures : 2-221 A 1 à 35 ) dont elle reprenait l'architecture elle eut l'arrière du châssis renforcé pour supporter le poids du foyer aquatubulaire et le diamètre de l'essieu arrière fut réduit, passant de 1,42 m à 1,24 m.
Lors de premières courses le service Matériel et Traction se montra très satisfait mais le service Voie le fut beaucoup moins! En effet l'inscription en courbe est médiocre et le poids sur l'essieu arrière fut jugé trop important avec ses 17,4 t. La locomotive entra donc très vite aux ateliers de la compagnie à La Chapelle pour y subir des modifications. Il fut donc pratiqué une échancrure à l'arrière du châssis et réalisé un pivot pour la mise en place d'un bogie. Celui-ci fut le même que celui de l'avant et prit sur le stock de pièces pour les 221 Nord 2.641 à 2.675 avec la suppression du chasse-pierres.
La locomotive ressortit des ateliers en septembre 1907 et reprit ses essais. Il apparut alors très vite des problèmes dont le plus grave fut la non-tenue des briques réfractaires du foyer, entraînant des avaries! En effet l'acidité corrosive des mâchefers attaquait les briques et provoquait la tombée de celles-ci sur le feu. Plusieurs solutions furent essayées mais aucune ne fut satisfaisantes et la solution retenue fut la réfection constante de la voûte et des piedroits! Un autre problème, non totalement résolu, fut des fuites sur la fixation des tubes à fumées sur la plaque tubulaire.
Nullement découragé, M. Du Bousquet commanda une nouvelle chaudière en octobre 1908 à la société Schneider et celle-ci fut livrée en juillet 1909. En septembre 1909 la machine ressortit des ateliers et après quelques mises au point elle fut déclarée bonne pour le service. Elle fut donc classée dans le roulement des 221 Nord 2.641 à 2.675 qui comprenait de nombreux rapides. Durant ces marches la chaudière se montra sans vices malgré une consommation de combustible un peu élevé et malgré le fait qu'elle fut poussée dans ses derniers retranchements!
La locomotive fut présentée à l'exposition de Bruxelles puis reprit son service mais à ce moment-là les ennuis recommencèrent. Souvent indisponible pour cause de réparation le service Matériel et Traction dirigé par M. Asselin depuis le décès de M. Du Bousquet décida d'arrêter les frais.
À cette fin la machine reprit le chemin des ateliers de La Chapelle pour y être modifiée radicalement. Ces modifications portèrent sur :
- remplacement du bogie arrière par un essieu moteur
- remplacement du foyer aquatubulaire par un foyer de type « Belpaire »
- mise en place d'un surchauffeur de type « Schmidt »
- remplacement des tiroirs plans des cylindres HP par des tiroirs cylindriques

Elle devient ainsi une Ten wheel et fut immatriculée : 3.999. Elle sortit des ateliers fin 1913.
Toujours affectée au dépôt de La Chapelle elle fut engagée sur les roulements nobles.
En 1936 on note l'apparition d'écrans pare-fumée et le remplacement de l'échappement par un de type « Lemaître ». Mais ces améliorations arrivèrent trop tard car il y avait la concurrence des Pacific qui commençait à se faire rude.
Lors de la création de la SNCF, en 1938, la locomotive fut réimmatriculée : 2-230 B 1. Elle fut mutée au dépôt de Boulogne-sur-Mer en juillet 1940 d'où elle fut dirigée en mai 1946 au dépôt de Hirson où elle fut découpée.

## Tender
Au début de sa carrière elle fut accouplée à un tender à trois essieux contenant 5 t de charbon et 21 m3 d'eau. Cette capacité fut rapidement portée à 23 m3.
En 1924 elle reçut un tender ex-prussien de 31 m3 puis en 1932 elle reçut un tender de 35 m3 de type « Nord ».

## Caractéristiques
- Pression de la chaudière : 18 kg/cm2 puis 16 kg/cm2 lors du passage en Ten wheel
- Diamètre des cylindres HP : 340 mm puis 390 mm lors du passage en Ten wheel
- Diamètre des cylindres BP : 560 mm
- Diamètre des roues motrices : 2 040 mm
- Diamètre des roues du bogie avant: 900 mm
- Diamètre des roues du bogie arrière: 900 mm
- Diamètre des roues du bissel : 1 240 mm
- Masse en ordre de marche : 72,45 t puis 77,19 t puis 77,21 t et enfin 78,40 t
- Masse adhérente : 34 t puis 34,68 t puis 34,68 t et enfin 53,73 t
- Longueur hors tout : ? m
- Masse du tender en ordre de marche : ? t
- Masse totale : ? t
- Longueur totale : ? m
- Vitesse maxi en service : 120 km/h